# Urtaca
Urtaca es una comuna y población de Francia, en la región de Córcega, departamento de Alta Córcega.
Su población en el censo de 1999 era de 172 habitantes.

## Demografía
| 220 | 220 | 198 | 178 | 155 | 172 |
| Para los censos de 1962 a 1999 la población legal corresponde a la población sin duplicidades (Fuente: INSEE [Consultar]) |     |     |     |     |     |

- Datos: Q657269
- Multimedia: Urtaca / Q657269

1. ↑  Worldpostalcodes.org, código postal n.º 20218.
2. ↑  INSEE, Datos de población para el año 2012 de Urtaca (en francés).